# Lucieni
Lucieni est une commune du județ de Dâmbovița en Roumanie.